# ورودی (فیلم)
ورودی (به انگلیسی: Incoming) یک فیلم اکشن و علمی تخیلی محصول سال ۲۰۱۸ سینمای صربستان به کارگردانی اریک زاراگوزا است. از ستارگان مشهور فیلم می‌توان به اسکات ادکینز و میشل لهان اشاره کرد.

## داستان
یک پایگاه فضایی بین‌المللی تبدیل به زندان شده‌است و هیچ‌کس نمی‌تواند از آن خارج شود ولی وقتی چند تروریست آزاد شده و می‌خواهند از آن به عنوان موشک استفاده کنند فقط یک خلبان شاتل و یک دختر جوان می‌توانند آنها را متوقف کنند…